# Крутая Колка
«Крутая Колка» (латыш. Kolka Cool) — фильм латвийского режиссёра Юриса Пошкуса. Удостоен нескольких национальных и международных наград, включая Главный приз Санкт-Петербургского кинофестиваля. Премьера состоялась в декабре 2011 года.

## Сюжет
Колка — удалённый рыбацкий посёлок на западе Латвии. Отсутствие полноценной занятости провоцирует компанию почти тридцатилетних мужчин на бессмысленные, часто хулиганские выходки. Один из них — Анджа — планирует жениться на Симоне, но та уже давно не испытывает к нему романтических чувств. Из плавания приходит Гвидо — старший брат Анджи. Непростые взаимоотношения братьев перерастают в кризис.

## В ролях
- Ивета Поле — Симона
- Артусс Кайминьш — Анджа
- Андрис Кейшс — Гвидо
- Айгарс Апинис — Бога
- Варис Пинькис — Бледнолицый
- Лига Витина — Лаура

## Художественные особенности
По утверждению обозревателя газеты «Diena» картина близка как к классическому европейскому кинематографу, так и к категории фильмов арт-хаус, наполняя эстетику латвийской провинции абсурдом и чувством безнадёжности.

## Награды
- 2011 год — Кинофестиваль молодых восточно-европейских кинематографистов в Котбусе (Германия): номинация на Гран-при, премия Юрису Пошкусу как лучшему режиссёру.
- 2012 год — Санкт-Петербургский международный кинофестиваль: Лучший фильм, Специальное упоминание жюри в категории «Лучшая женская роль» (Ивета Поле).
- 2012 год — Латвийский национальный кинофестиваль: Лучшая актриса (Ивета Поле), Лучший монтаж (Юрис Пошкус), Лучший актёр в эпизодической роли (Айгарс Апинис) и 7 других номинаций.